# Имменхаузен
Имменхаузен (нем. Immenhausen) — город в Германии, в земле Гессен. Подчинён административному округу Кассель. Входит в состав района Кассель.  Население составляет 6986 человек (на 31 декабря 2010 года). Занимает площадь 28,53 км². Официальный код — 06 6 33 014.